# .cz
.cz este un domeniu de internet de nivel superior, pentru Republica Cehă (ccTLD).